# 楠罗莱机场
楠罗莱机场（印尼语：Bandar Udara Namrole）是位于印度尼西亚马鲁古省布鲁岛南部的机场，主要服务城市楠罗莱。

## 航空公司和目的地
| 航空公司     | 目的地 |
| ------------ | ------ |
| 航星航空     | 安汶   |
| 特里嘎纳航空 | 安汶   |